# 6ix9ine
6ix9ine, également appelé Tekashi 69, de son vrai nom Daniel Hernandez (né le 8 mai 1996 à New York, dans l'arrondissement de Brooklyn) est un rappeur et chanteur américain. Il se fait mondialement connaître en 2017 avec le morceau Gummo, qui accumule près de 426 millions de vues sur YouTube et plus de 81 millions d'écoutes sur Spotify. La chanson devient un hit national, atteignant la 12e place du Billboard Hot 100 et étant certifiée disque de platine aux États-Unis. Un an plus tard, il publie la mixtape Day69, qui comprend trois autres singles également classés dans le Hot 100 ; la mixtape elle-même fait ses débuts à la quatrième place du Billboard 200. Son single Fefe en collaboration avec Nicki Minaj et Murda Beatz culmine à la 3e place du Billboard Hot 100, et sert de premier single pour son premier album studio, Dummy Boy. Sorti le 23 novembre 2018, l'album entre directemen à la 2e place du Billboard 200 la semaine de sa sortie.
Sa carrière musicale est marquée par un style agressif, tandis que son personnage public controversé se caractérise par ses cheveux aux couleurs de l'arc-en-ciel, ses vastes tatouages liés à son affiliation au gang des Nine Trey Gangsters, ses querelles publiques avec d’autres rappeurs et ses condamnations judiciaires. Le fait qu'il ait témoigné à charge contre d'autres membres du gang lors de son procès en septembre 2019 met sa vie en danger et lui vaut le mépris de certains autres rappeurs.
Condamné à deux ans de prison, 6ix9ine est remis en liberté le 31 juillet 2020. Depuis lors, sont notamment parus les singles Gooba et Trollz, ainsi que deux albums studio : TattleTales et Leyenda Viva, sur lequel il acte une transition musicale vers le reggaeton.

## Biographie

### Enfance et débuts
Daniel Hernandez est né le 8 mai 1996 à New York, issu d'une mère d'origine mexicaine et d'un père d'origine portoricaine. Il grandit dans le quartier de Bushwick (en). Il a un frère aîné. Alors que Daniel est âgé de 13 ans, son beau-père se fait assassiner à deux pas de la maison familiale. Après le décès de son beau-père, Daniel a été hospitalisé pour dépression et trouble de stress post-traumatique. Daniel souffre également d'asthme.
La même année, il se fait exclure du collège dans lequel il est scolarisé pour mauvaise conduite et ne reprendra jamais les études. À la suite de cela, il décide de chercher du travail pour venir en aide financièrement à sa mère et trouve un emploi comme serveur dans un restaurant, mais se fait renvoyer après quelques semaines, car il renversait trop souvent les plateaux. Hernandez se lance par la suite dans la vente de marijuana avec son frère, puis dans la vente d'héroïne, tout en travaillant dans une épicerie. Il est condamné et fait de la prison, ayant agressé le gérant de l'épicerie dans laquelle il travaillait après que celui-ci a découvert ses trafics de drogue. Il a commencé à s'associer aux Nine Trey Gangsters, un sous-groupe de la prison du gang de la rue Bloods. Hernandez a commencé sa carrière en tant que rappeur en 2014, en publiant des chansons telles que 69 et Scumlife. D'autres chansons anciennes ont été supprimées par YouTube.
Hernandez commence à publier des chansons de rap en 2014. Au cours des trois années suivantes, il a publié plusieurs pistes et vidéos portant notamment des titres tels que Scumlife, Yokai et Hellsing Station, attirant l'attention sur son style de rap agressif et son utilisation de visuels animés dans ses clips.
6ix9ine entame sa carrière en s'affiliant avec le label slovaque FCK THEM qui se chargera de poster ses clips sur la plateforme YouTube. Au fil des années et des clips publiés, 6ix9ine se forge une personnalité et une apparence extravagante se teignant les cheveux de toutes les couleurs et se faisant tatouer le nombre « 69 » sur tout le corps notamment.

### Dummy BoyetDay69(2017–2019)
Le 8 octobre 2017 est publié le clip de Gummo. Devenant viral et atteignant la 12e place du Billboard Hot 100, Gummo le fait passer du statut de rappeur émergent à celui de star de la scène rap. Fort de son succès nouveau et de sa viralité, il publie le 3 décembre 2017 le clip de Kooda, dans lequel il réunit des membres des gangs rivaux que sont les Bloods et les Crips. Le titre rencontre un franc succès entrant à la 61e place du Billboard Hot 100. Le 14 janvier 2018 sort le titre KeKe en collaboration avec Fetty Wap et A Boogie wit da Hoodie.
Le 23 février 2018, 6ix9ine sort sa première mixtape intitulée Day69. Celle-ci s'écoule à 55 000 exemplaires lors de sa première semaine d'exploitation, se plaçant ainsi à la 3e place du Billboard 200.

### TattleTakes(2020–2022)
6ix9ine sort de prison le 2 avril 2020, pour purger le restant de sa peine en résidence surveillée. Il bat le record de spectateurs sur un live Instagram avec un total de deux millions de personnes, le précédent record étant de 400 000 personnes. Il bat un second record avec son titre Gooba en comptant sur YouTube plus de 43,55 millions de vues en 24 heures, un record pour une chanson de rap auparavant détenu par Killshot (en) d'Eminem avec 38,5 millions de vues. En mars 2021, le groupe Beatdemons dépose plainte contre 6ix9ine, arguant que sa chanson Gooba, sortie en 2020, serait une reprise illégale de leur chanson Regular, sortie deux ans plus tôt.
Un mois après la sortie de Gooba, il dévoile Trollz, en collaboration avec Nicki Minaj. Le single atteint la 1re place du Billboard Hot 100.
Le 4 septembre 2020, le rappeur de New York délivre TattleTales, son second album studio, lequel s'écoule à 53 000 exemplaires lors de sa première semaine d'exploitation et se place à la 4e position du Billboard 200.

### Leyenda Vivaet suites (depuis 2023)
Le 16 juin 2023, 6ix9ine sort Leyenda Viva, un album de reggaeton exclusivement en espagnol.

## Vie personnelle
Saraïyah est née le 20 mars 2013 de l'union de Sara Molina et Daniel Hernandez.
En février 2019, Sara Molina révèle au magazine Daily Beast qu'elle a été victime de violence domestique durant les 7 ans qu'a duré sa relation sentimentale avec Daniel Hernandez. Lors de leur dernière dispute, ils se sont mutuellement accusés d'infidélité et Tekashi 6ix9ine l'aurait battue si violemment qu'elle ne serait quasiment plus arrivée à ouvrir les yeux. Dans le cadre de son accord de coopération avec le gouvernement, Tekashi 6ix9ine reconnait s'être rendu coupable de violence domestique de 2011 à 2018, soit les années couvrant sa relation avec Sara Molina.
Sara Molina décrit le rappeur comme une personne narcissique, manipulatrice et violente.

## Style musical et influences
La musique de Hernandez est généralement classée comme hip hop, ou plus spécifiquement comme appartenant aux sous-genres hardcore hip hop, cloud rap, incorporant souvent des éléments de drill, heavy metal, hardcore punk, grime, crunk, trap music et reggaeton. Lui-même cite des influences telles que DMX, Tupac Shakur, Notorious B.I.G., ZillaKami (en) et 50 Cent.

## Démêlés judiciaires

### Détournement de mineur (2015)
En 2015, 6ix9ine a plaidé coupable pour l'un de trois chefs d'accusation, celui du détournement de mineur dans le cadre d'une performance sexuelle, une fille de 13 ans ayant été vue dans une vidéo en train de se livrer à des actes sexuels,,. Il affirme ne pas avoir eu de relation sexuelle avec la jeune fille et ne pas avoir su qu’elle était mineure au moment des faits,. Toutefois, cela contredit le compte rendu donné par Trippie Redd et XXXTentacion concernant la nature de leur relation avant qu'elle ne soit connue du public. Après la dissolution de la relation de Trippie Redd avec sa petite amie de l'époque, Alexandria Laveglia, connue professionnellement sous le nom d'Aylek $, Hernandez a commencé à publier des vidéos de lui-même, faisant allusion à une activité sexuelle entre les deux et à l'ignominie de Trippie Redd.
La juge américaine Felicia Mennin met en place un accord avec l'artiste. Celui-ci ne « doit plus diffuser d’images sexuellement explicites ou violentes montrant des femmes ou des enfants sur les réseaux sociaux, ne doit pas commettre un autre crime dans les deux ans et doit écrire une lettre à la victime » afin d'éviter 3 ans de prison ferme et d'être catégorisé comme délinquant sexuel, car la loi de Megan permet de localiser ce genre de condamnés grâce à des données rendues publiques aux États-Unis. Comme condition ultime pour conserver sa liberté, il doit aussi réussir son examen, le General Educational Development, afin de sortir de son échec scolaire. Lors d'une audience, le 19 janvier 2018, il est révélé que 6ix9ine n'a pas réussi son examen. La juge lui accorde alors une dernière chance pour respecter l'accord, soulignant que cela « devient ridicule ». Elle accepte la requête de l'avocat de l'artiste qui souhaite un autre ajournement jusqu'au 10 avril, justifiant son échec par des difficultés dans les matières liées aux sciences.
Par la suite, son audience prévue le 10 avril 2018 est reportée, car les résultats de son examen sont indisponibles.
Le 20 octobre 2020, la jeune fille ayant été victime des agissements de 6ix9ine alors qu'elle était une mineure de 13 ans dépose plainte pour les mêmes faits,. Elle l'accuse entre autres d'agression sexuelle sur mineur.

### Arrestation, procès et collaboration avec la justice (2018)
Il est arrêté le 18 novembre 2018, car il est soupçonné de faire partie depuis un an au moins d'un gang ultra-violent de New York (Nine Trey Gangsters (en)), affilié au gang United Blood Nation. Son inculpation comporte 17 chefs d'accusation parmi lesquels figurent le trafic de drogue, des vols à main armée, son implication dans des fusillades et des faits de racket. Il risque alors une condamnation extrêmement lourde, pouvant aller jusqu'à 47 ans de prison. Juste après son arrestation, il nie en bloc toutes les accusations portées contre lui. Lors de son procès qui a lieu en septembre 2019, il plaide cependant coupable et témoigne contre les membres de son gang en échange d'une réduction de peine,. Il écope d'une peine de prison de deux ans.
La décision de Tekashi 6ix9ine de ne plus faire partie du gang des Nine Trey Gangsters et de collaborer avec la justice fait de lui une cible pour les membres du gang, connu pour ses vengeances brutales. Lors de son procès, Takeshi 6ix9ine a publiquement regretté son affiliation à ce gang et expliqué les risques liés à sa décision : « Je savais que j'allais devenir une cible (...) je savais qu'ils allaient essayer de me faire du mal. ». Trois jours durant, Takeshi 6ix9ine a été le témoin-clé de l'accusation lors du procès d'Anthony Ellison et de Aljermiah Mack, deux membres de rang élevé du gang des Nine Trey Gangsters, Tous deux ont été condamnés à de lourdes peines. Au vu des risques encourus, Takeshi 6ix9ine est éligible au programme fédéral de protection des témoins. Il a cependant indiqué à maintes reprises ne pas vouloir bénéficier de ce programme. En juillet 2020, il a annoncé qu'il allait plutôt assurer sa sécurité en engageant des forces de sécurité privées.
Dans l'attente de son procès, il est dans un premier temps détenu au Metropolitan Detention Center de Brooklyn. À la suite de menaces de mort à son encontre, il est transféré quelques jours plus tard dans un autre centre de détention dont le nom n'est pas communiqué au public. Le 2 avril 2020, Takeshi 6ix9ine est libéré de prison pour purger le restant de sa peine en résidence surveillée. En raison de la pandémie de Covid-19 et dans la volonté de maitriser l'épidémie, de nombreux prisonniers sont sortis de prison et mis en résidence surveillée à travers tous les États-Unis,. Pour la seule ville de New York, ils sont 900 à avoir bénéficié de cette mesure ; Takeshi 6ix9nine, en raison de son asthme sévère, a été considéré comme étant particulièrement vulnérable face à cette maladie, Le 31 juillet 2020, il a fini de purger sa peine et est à nouveau libre.

### Agression dans une salle de sport (2023)
Le 21 mars 2023, il est violemment agressé dans une salle de sport en Floride et transporté d'urgence à l'hôpital.

## Rivalités et clashs

### Trippie Redd
Dans une vidéo Instagram maintenant supprimée, l'ancien collaborateur Michael White, également connu sous le nom de rappeur Trippie Redd, a dénoncé Hernandez en disant qu'il « ne promouvait pas les pédophiles ». En novembre 2017, White a posté une photo de Hernandez main dans la main avec un autre homme dans une tentative d'exposer Hernandez comme un homosexuel. Plus tard ce mois-là, alors que White était à New York, il a été agressé dans l'hôtel où il logeait par des individus prétendument liés à Hernandez, suite aux commentaires de White. Les deux protagonistes ont continué à échanger des insultes sur Instagram. En mai 2018, Hernandez a accusé White d'avoir eu des relations sexuelles avec Danielle Bregoli, également connue sous le nom de rappeuse Bhad Bhabie, qui est mineure. White a nié ces allégations, et a réitéré la condamnation d'Hernandez pour l'utilisation d'un enfant dans une performance sexuelle. Bregoli a également usé d'Instagram pour réfuter les accusations d'Hernandez, mais a admis que White et elle s’étaient embrassés dans le passé : « Nous nous sommes embrassés mais ce n'était pas si grave et il avait 17 ans à l'époque. »

### Chief Keef
Jusqu'à la mi-2018, Hernandez a été impliqué dans des querelles avec un certain nombre de rappeurs de Chicago, y compris Chief Keef et Lil Reese. Le 2 juin 2018, Chief Keef s’est fait tirer dessus à l'extérieur de son hôtel à New York mais n'a pas été touché ; aucune blessure n'a résulté de l'incident. En raison de la querelle en cours, Hernandez a été mis sous enquête par le département de police de New York pour une éventuelle implication, en dépit de sa présence à Los Angeles au moment de la fusillade,.
Après cet incident, Hernandez a rendu visite aux sans-abri à Chicago le 13 juin 2018. Il s'est ensuite rendu à Parkway Garden Homes, également connu sous le nom de «O Block», où résidait Chief Keef.

### Pi'erre Bourne
Producteur de Gummo, Pi'erre Bourne avait originellement envoyé le beat de celui-ci à Trippie Redd. 6ix9ine l'aurait alors récupéré sans autorisation et effacé le tag de Pi'erre avant de sortir Gummo. En octobre 2017, Pi'erre exprime son désaccord sur Twitter. En janvier 2018, Pi'erre révèle que, grâce à ses avocats, il récupère 75% des revenus générés par le morceau.

### Meek Mill
En mai 2020, Meek Mill attaque très violemment Tekashi 6ix9ine sur Twitter, proférant des menaces de mort à peine voilées et le traitant de « rat ».
« J’espère que ce rat va faire un live pour s’excuser auprès des personnes qu’il a dénoncées ou de la victime  (...) Vous avez tous très vite oublié qu’un ‘rat’ a tué Nipsey Hussle. Il ne devrait pas être dans les rues ! C’est le seul truc que je dirai parce qu’il est mort… Il a jeté la mère de son bébé et son enfant en pâture comme un lâche ».
6ix9ine a répondu : « Imagine que tu viens d’avoir un bébé et que t’es saoulé à cause d’un Mexicain avec des cheveux arc-en-ciel et Nicki ne veut plus de toi », car en 2017 Nicki Minaj accusait Meek Mill d’avoir abusé d’elle.

### Snoop Dogg
Le 16 mai 2020, Hernandez poste une story en demandant à ses abonnés « Est-ce que je dois dire quels sont les rappeurs qui ont balancé ? Parce qu'ils m'ont tout dit lorsque j'ai commencé à parler. » Il regarde alors un documentaire dans lequel Suge Knight explique que Snoop Dogg est une balance avant d'ajouter « Les dossiers sont en ligne Snoop ».

## Discographie

### Singles
- 2017 : GUMMO
- 2017 : Kooda
- 2018 : KEKE (avec Fetty Wap & A Boogie wit da Hoodie)
- 2018 : Billy
- 2018 : Gotti
- 2018 : Tati (avec DJ SpinKing)
- 2018 : Fefe (avec Nicki Minaj & Murda Beatz)
- 2018 : Bebe (avec Anuel AA)
- 2018 : Stoopid (avec Bobby Shmurda)
- 2020 : GOOBA
- 2020 : Trollz (avec Nicki Minaj)
- 2020 : Yaya
- 2020 : Punani
- 2021 : Zaza
- 2022 : Giné
- 2023 : Bori (avec Lenier)
- 2023 : Wapae (avec Angel Dior, Lenier & Bulin 47)
- 2023 : Y Ahora (with Grupo Firme)
- 2023 : Shaka Laka (avec Yailin La Más Viral & Kodak Black)
- 2023 : Feefafo (avec Yailin La Más Viral & Ben El Tavori)
- 2024 : Coco (avec Yailin La Más Viral)
- 2024 : Respuesta, (avec Lenier)
- 2024 : El Preso, (avec Lenier)
- 2025 : Poppa